# Save Your Tears
'Save Your Tears' is een nummer van de Canadese zanger The Weeknd uit 2020. Het is de vierde single van zijn vierde studioalbum After Hours.
Net als in voorganger 'In Your Eyes', zijn ook in 'Save Your Tears' invloeden uit de synthpop uit de jaren '80 hoorbaar. Het nummer gaat over een van The Weeknd zijn oude liefdes. De titel is gekozen omdat hij zijn ex-vriendin opnieuw voor zich probeert te winnen, maar niet wil dat zij gaat huilen zodra ze hem ziet. Hij bevestigt hiermee dat hij haar hart heeft gebroken en zingt dan ook over beloftes die hij niet is nagekomen.
In Canada, het thuisland van The Weeknd, bereikte het nummer de 4e positie. In de Nederlandse Top 40 haalde het de 16e positie. In de Vlaamse Ultratop 50 heeft het nummer de 6e plaats bereikt.
Een remix met Amerikaanse zangeres Ariana Grande verscheen op 23 april 2021.

## Hitnoteringen

### Nederlandse Top 40
| Hitnotering: 29-08-2020 t/m 05-12-2020 | Hitnotering: 29-08-2020 t/m 05-12-2020 | Hitnotering: 29-08-2020 t/m 05-12-2020 | Hitnotering: 29-08-2020 t/m 05-12-2020 | Hitnotering: 29-08-2020 t/m 05-12-2020 | Hitnotering: 29-08-2020 t/m 05-12-2020 | Hitnotering: 29-08-2020 t/m 05-12-2020 | Hitnotering: 29-08-2020 t/m 05-12-2020 | Hitnotering: 29-08-2020 t/m 05-12-2020 | Hitnotering: 29-08-2020 t/m 05-12-2020 | Hitnotering: 29-08-2020 t/m 05-12-2020 | Hitnotering: 29-08-2020 t/m 05-12-2020 | Hitnotering: 29-08-2020 t/m 05-12-2020 | Hitnotering: 29-08-2020 t/m 05-12-2020 | Hitnotering: 29-08-2020 t/m 05-12-2020 | Hitnotering: 29-08-2020 t/m 05-12-2020 | Hitnotering: 29-08-2020 t/m 05-12-2020 |
| Week:                                  | 1                                      | 2                                      | 3                                      | 4                                      | 5                                      | 6                                      | 7                                      | 8                                      | 9                                      | 10                                     | 11                                     | 12                                     | 13                                     | 14                                     | 15                                     |                                        |
| -------------------------------------- | -------------------------------------- | -------------------------------------- | -------------------------------------- | -------------------------------------- | -------------------------------------- | -------------------------------------- | -------------------------------------- | -------------------------------------- | -------------------------------------- | -------------------------------------- | -------------------------------------- | -------------------------------------- | -------------------------------------- | -------------------------------------- | -------------------------------------- | -------------------------------------- |
| Positie:                               | 34                                     | 28                                     | 25                                     | 22                                     | 19                                     | 17                                     | 17                                     | 21                                     | 21                                     | 18                                     | 16                                     | 24                                     | 24                                     | 33                                     | 36                                     | uit                                    |

### NederlandseSingle Top 100
| Hitnotering (week 1 t/m 15): 05-09-2020 t/m 12-12-2020 Hitnotering (week 16 tot heden): 09-01-2021 tot heden | Hitnotering (week 1 t/m 15): 05-09-2020 t/m 12-12-2020 Hitnotering (week 16 tot heden): 09-01-2021 tot heden | Hitnotering (week 1 t/m 15): 05-09-2020 t/m 12-12-2020 Hitnotering (week 16 tot heden): 09-01-2021 tot heden | Hitnotering (week 1 t/m 15): 05-09-2020 t/m 12-12-2020 Hitnotering (week 16 tot heden): 09-01-2021 tot heden | Hitnotering (week 1 t/m 15): 05-09-2020 t/m 12-12-2020 Hitnotering (week 16 tot heden): 09-01-2021 tot heden | Hitnotering (week 1 t/m 15): 05-09-2020 t/m 12-12-2020 Hitnotering (week 16 tot heden): 09-01-2021 tot heden | Hitnotering (week 1 t/m 15): 05-09-2020 t/m 12-12-2020 Hitnotering (week 16 tot heden): 09-01-2021 tot heden | Hitnotering (week 1 t/m 15): 05-09-2020 t/m 12-12-2020 Hitnotering (week 16 tot heden): 09-01-2021 tot heden | Hitnotering (week 1 t/m 15): 05-09-2020 t/m 12-12-2020 Hitnotering (week 16 tot heden): 09-01-2021 tot heden | Hitnotering (week 1 t/m 15): 05-09-2020 t/m 12-12-2020 Hitnotering (week 16 tot heden): 09-01-2021 tot heden | Hitnotering (week 1 t/m 15): 05-09-2020 t/m 12-12-2020 Hitnotering (week 16 tot heden): 09-01-2021 tot heden | Hitnotering (week 1 t/m 15): 05-09-2020 t/m 12-12-2020 Hitnotering (week 16 tot heden): 09-01-2021 tot heden | Hitnotering (week 1 t/m 15): 05-09-2020 t/m 12-12-2020 Hitnotering (week 16 tot heden): 09-01-2021 tot heden | Hitnotering (week 1 t/m 15): 05-09-2020 t/m 12-12-2020 Hitnotering (week 16 tot heden): 09-01-2021 tot heden | Hitnotering (week 1 t/m 15): 05-09-2020 t/m 12-12-2020 Hitnotering (week 16 tot heden): 09-01-2021 tot heden | Hitnotering (week 1 t/m 15): 05-09-2020 t/m 12-12-2020 Hitnotering (week 16 tot heden): 09-01-2021 tot heden | Hitnotering (week 1 t/m 15): 05-09-2020 t/m 12-12-2020 Hitnotering (week 16 tot heden): 09-01-2021 tot heden | Hitnotering (week 1 t/m 15): 05-09-2020 t/m 12-12-2020 Hitnotering (week 16 tot heden): 09-01-2021 tot heden | Hitnotering (week 1 t/m 15): 05-09-2020 t/m 12-12-2020 Hitnotering (week 16 tot heden): 09-01-2021 tot heden | Hitnotering (week 1 t/m 15): 05-09-2020 t/m 12-12-2020 Hitnotering (week 16 tot heden): 09-01-2021 tot heden | Hitnotering (week 1 t/m 15): 05-09-2020 t/m 12-12-2020 Hitnotering (week 16 tot heden): 09-01-2021 tot heden |
| Week: | 1 | 2 | 3 | 4 | 5 | 6 | 7 | 8 | 9 | 10 | 11 | 12 | 13 | 14 | 15 | | 16 | 17 | 18 | 19 |
| --- | --- | --- | --- | --- | --- | --- | --- | --- | --- | --- | --- | --- | --- | --- | --- | --- | --- | --- | --- | --- |
| Positie: | 81 | 68 | 61 | 56 | 52 | 52 | 50 | 47 | 47 | 43 | 38 | 40 | 45 | 52 | 79 | uit | 68 | 35 | 34 | 33 |
| Week: | 20 | 21 | 22 | 23 | 24 | 25 | 26 | 27 | 28 | 29 | 30 | 31 | 32 | 33 | 34 | 35 | 36 | 37 | 38 | 39 |
| Positie: | 28 | 16 | 16 | 15 | 19 | 29 | 32 | 33 | 33 | 42 | 48 | 58 | 19 | 20 | 23 | 32 | 62 | 38 | 36 | 40 |
| Week: | 40 | 41 | 42 | 43 | 44 | 45 | 46 | 47 | 48 | 49 | 50 | 51 | 52 | 53 | 54 | 55 | 56 | | | |
| Positie: | 41 | 42 | 49 | 54 | 53 | 52 | 57 | 55 | 58 | 59 | 57 | 69 | 71 | 68 | 67 | 75 | 66 | | | |

### VlaamseUltratop 50
| Hitnotering: 16-01-2021 t/m 11-09-2021 | Hitnotering: 16-01-2021 t/m 11-09-2021 | Hitnotering: 16-01-2021 t/m 11-09-2021 | Hitnotering: 16-01-2021 t/m 11-09-2021 | Hitnotering: 16-01-2021 t/m 11-09-2021 | Hitnotering: 16-01-2021 t/m 11-09-2021 | Hitnotering: 16-01-2021 t/m 11-09-2021 | Hitnotering: 16-01-2021 t/m 11-09-2021 | Hitnotering: 16-01-2021 t/m 11-09-2021 | Hitnotering: 16-01-2021 t/m 11-09-2021 | Hitnotering: 16-01-2021 t/m 11-09-2021 | Hitnotering: 16-01-2021 t/m 11-09-2021 | Hitnotering: 16-01-2021 t/m 11-09-2021 | Hitnotering: 16-01-2021 t/m 11-09-2021 | Hitnotering: 16-01-2021 t/m 11-09-2021 | Hitnotering: 16-01-2021 t/m 11-09-2021 | Hitnotering: 16-01-2021 t/m 11-09-2021 | Hitnotering: 16-01-2021 t/m 11-09-2021 | Hitnotering: 16-01-2021 t/m 11-09-2021 |
| Week:                                  | 1                                      | 2                                      | 3                                      | 4                                      | 5                                      | 6                                      | 7                                      | 8                                      | 9                                      | 10                                     | 11                                     | 12                                     | 13                                     | 14                                     | 15                                     | 16                                     | 17                                     | 18                                     |
| -------------------------------------- | -------------------------------------- | -------------------------------------- | -------------------------------------- | -------------------------------------- | -------------------------------------- | -------------------------------------- | -------------------------------------- | -------------------------------------- | -------------------------------------- | -------------------------------------- | -------------------------------------- | -------------------------------------- | -------------------------------------- | -------------------------------------- | -------------------------------------- | -------------------------------------- | -------------------------------------- | -------------------------------------- |
| Positie:                               | 36                                     | 23                                     | 16                                     | 6                                      | 6                                      | 5                                      | 4                                      | 1                                      | 2                                      | 3                                      | 4                                      | 5                                      | 6                                      | 7                                      | 7                                      | 3                                      | 3                                      | 3                                      |
| Week:                                  | 19                                     | 20                                     | 21                                     | 22                                     | 23                                     | 24                                     | 25                                     | 26                                     | 27                                     | 28                                     | 29                                     | 30                                     | 31                                     | 32                                     | 33                                     | 34                                     | 35                                     |                                        |
| Positie:                               | 3                                      | 3                                      | 3                                      | 4                                      | 6                                      | 8                                      | 14                                     | 15                                     | 19                                     | 21                                     | 28                                     | 36                                     | 44                                     | 48                                     | 42                                     | 47                                     | 50                                     | uit                                    |

### NPO Radio 2 Top 2000
| Nummer met noteringen in de NPO Radio 2 Top 2000 | '21 | '22 | '23 | '24  |
| ------------------------------------------------ | --- | --- | --- | ---- |
| Save Your Tears                                  | 805 | 654 | 790 | 1162 |

1. ↑  Een vetgedrukt getal geeft de hoogste notering aan.
2. ↑  2021 was het eerste jaar met een notering voor dit nummer.

## Remix met Ariana Grande
Op 23 april 2021 verscheen de tweede officiële remix van 'Save Your Tears', na een OPN-remix, in samenwerking met zangeres Ariana Grande. Met de remix verscheen ook een geanimeerde muziekvideo.